# Greenock
För andra betydelser, se Greenock (olika betydelser).

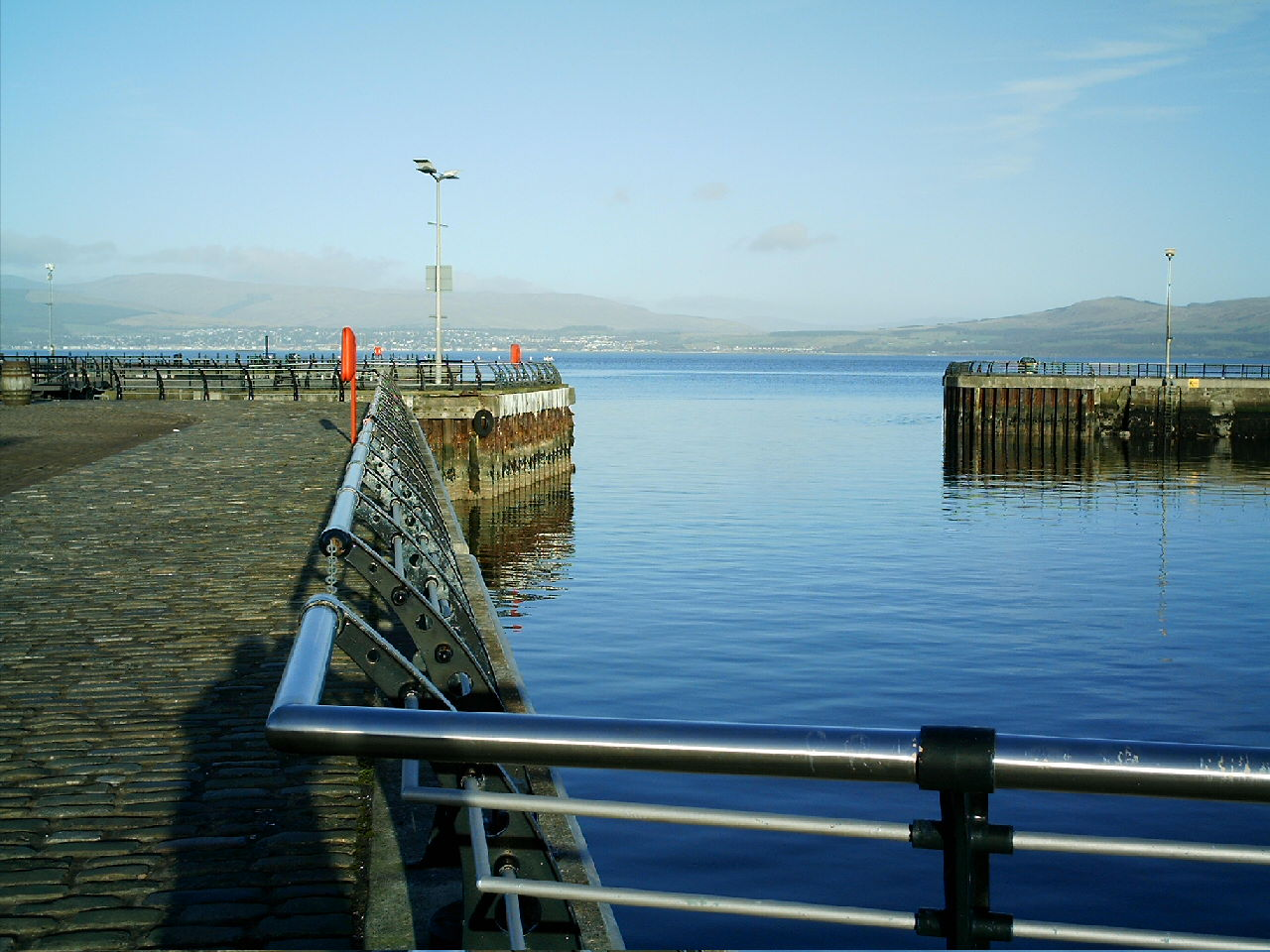
Vy från Greenocks hamn över floden Clyde.

Greenock är den administrativa huvudorten för kommunen Inverclyde i västra Skottland. År 2012 hade centralorten 43 690 invånare, med totalt 69 450 invånare i hela tätorten, inklusive Gourock och Port Glasgow.

## Historik
Greenock grundades omkring år 1592 och var en fiskeby. Uppfinnaren James Watt föddes här år 1736. 

## Företag och näringsliv
I Greenock finns IBM, som funnits där sedan 1951. Många flyttar till orten med anledning av jobbmöjligheter på IBM och folk från 15 olika europeiska länder jobbar där.

## Kultur

### I film
Greenock kan ses som bakgrund i flera filmer. Däribland TV-filmerna Just a Boys' Game (1979), Down Where the Buffalo Go (1988) och Down Among the Big Boys (1993). Filmen Sweet Sixteen utspelar sig också i Greenock. Filmen handlar om drogerna och våldet på orten.